# Blacourt
 Blacourt  es una población y comuna francesa, en la región de Picardía, departamento de Oise, en el distrito de Beauvais y cantón de Le Coudray-Saint-Germer.

## Demografía[4][1]
| 503 | 510 | 556 | 583 | 598 | 587 | 552 | 563 | 554 | 553 | 514 | 483 | 435 | 398 | 424 | 422 | 434 | 412 | 409 | 363 | 388 | 396 | 354 | 295 | 326 | 333 | 308 | 283 | 285 | 352 | 371 | 410 | 528 |
| Para los censos de 1962 a 1999 la población legal corresponde a la población sin duplicidades (Fuente: INSEE [Consultar]) |     |     |     |     |     |     |     |     |     |     |     |     |     |     |     |     |     |     |     |     |     |     |     |     |     |     |     |     |     |     |     |     |